# 국기봉
국기봉(鞠基奉, 1980년 3월 19일 ~ )은 대한민국의 회사원이다. 전직 스타크래프트 프로게이머. 울산광역시 출신이며, 종족은 저그였고, [B&G]TheBOy라는 아이디를 사용했다.
최진우, 봉준구 등과 함께 1999년부터 2001년까지 활동했던 초창기 저그 유저이며, 양대 방송사 공통 최초의 개인리그인 99 프로게이머 코리아 오픈에서 준우승을 차지했다.
2003년부터 2004년까지 KOR(전 온게임넷 스파키즈)에서 활동하였다.
2005년 상반기 한국e스포츠협회에 프로게이머 등록 취소가 공시되면서 프로게이머를 은퇴하게 되었다.
2008년 블리자드코리아에 입사하였다.
2017년 7월 30일 GG투게더(부산광역시 광안리해수욕장) 행사에서 기욤 패트리와의 경기가 펼쳐졌다.

## 주요 기록
메이저 개인리그 준우승 1회
- 1999년 99 프로게이머 코리아 오픈 준우승 (2:3 최진우)
- 2000년 크레지오 코넷배 스타 8인전 준우승 (1:3 기욤 패트리)
- 2000년 하나로통신배 투니버스 스타리그 8강
- 2000년 게임Q 스타리그 S1 3위
- 2000년 프로게임협회 종별프로게임선수권대회 4위
- 2000년 온게임넷 왕중왕전 2000 준우승 (2:3 기욤 패트리)
- 2001년 ZZgame.com 프로게이머 초청전 4위
- 2001년 한빛소프트배 온게임넷 스타리그 8강

## 방송
- 2004년 KBS1 《가족오락관》